# گورسکی یزوور
گورسکی یزوور (به بلغاری: Gorski izvor) یک منطقهٔ مسکونی در بلغارستان است که در شهرستان کیرکوفو واقع شده‌است.